# Wilhelm Peraldus

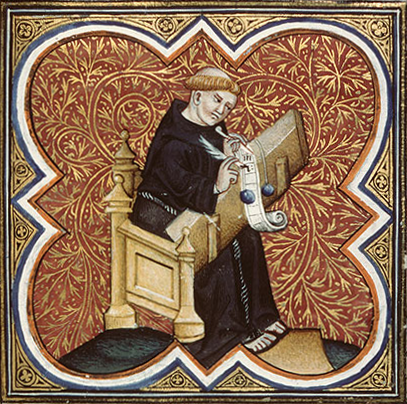
Wilhelm Peraldus. Manuscript : Besançon BM 434.

Wilhelm Peraldus (lat. Guillelmus Peraldus, frz. Guillaume Peyraut; * um 1200 wohl in Peyraud; † 1271 in Lyon) war ein französischer Dominikaner und Moraltheologe. 

## Leben
In den Dominikanerorden trat Wilhelm um 1231 ein. Er war Autor vieler theologischer Texte, die gerne als Predigtvorlagen benutzt wurden und im Mittelalter weit verbreitet waren. Sein Hauptwerk, die Summa de vitiis et de virtutibus (der Teil der Lasterlehre um 1236, der zu den Tugenden vor 1249), ist in über hundert Handschriften überliefert und im 15. bis 17. Jahrhundert mehrfach gedruckt worden. Dieses Werk wurde noch im 14. und 15. Jahrhundert ins Italienische, Französische, Deutsche und Niederländische übersetzt. Es ist ein moraltheologisches Handbuch. Wilhelm verfasste in den Jahren 1240–1245 zahlreiche Predigten zu den Episteln, vor 1259 zu den Evangelien und von 1254 bis 1259 zu den kirchlichen Feiertagen. Verbreitet waren auch De professione monachorum (1259/60), De eruditione religiosorum libri VI (1260/65) und der Fürstenspiegel De eruditione principum (um 1265). Letzteres ist noch im 16. Jahrhundert zusammen mit den Werken des Thomas von Aquin gedruckt und ins Altfranzösische, Italienische und Deutsche übersetzt worden. Von 1261 bis 1266 war er Prior des Dominikanerkonvents in Lyon.

## Werke
- Summa de vitiis (1236/39)
- Summa de virtutibus (ca. 1248)
- De professione monachorum (1259/60)
- De eruditione religiosorum libri VI (1260/65)
- De eruditione principum (um 1265) online im Corpus thomisticum
- De vitiis (Niederrhein, um 1430–1440) (Digitalisat)